# جورج يوليوس
جورج يوليوس (بالإنجليزية: George Julius)‏ هو مهندس نيوزيلندي، ولد في 29 أبريل 1873 في نورتش في المملكة المتحدة، وتوفي في 28 يونيو 1946.